# Postling
Postling es una parroquia civil situada en el condado de Kent, Inglaterra. Según el censo de 2011, tiene una población de 206 habitantes.

## Geografía
Según la Oficina Nacional de Estadística británica, Postling tiene una superficie de 6,33 km².

## Demografía
Según el censo de 2001, Postling tenía 179 habitantes (48,04% varones, 51,96% mujeres) y una densidad de población de 28,28 hab/km². El 13,97% eran menores de 16 años, el 80,45% tenían entre 16 y 74 y el 5,59% eran mayores de 74. La media de edad era de 45,47 años. Del total de habitantes con 16 o más años, el 22,73% estaban solteros, el 64,29% casados y el 12,99% divorciados o viudos.
El 94,44% de los habitantes eran originarios del Reino Unido. El resto de países europeos englobaban al 3,33% de la población, mientras que el 2,22% había nacido en cualquier otro lugar. Según su grupo étnico, todos los habitantes eran blancos. El cristianismo era profesado por el 75,56% y cualquier otra religión, salvo el budismo, el hinduismo, el judaísmo, el islam y el sijismo, por el 1,67%. El 15,56% no eran religiosos y el 7,22% no marcaron ninguna opción en el censo.
83 habitantes eran económicamente activos, 80 de ellos (96,39%) empleados y 3 (3,61%) desempleados. Había 79 hogares con residentes, 4 vacíos y 3 eran alojamientos vacacionales o segundas residencias.